# Aplassoderinus
Aplassoderinus is een geslacht van kevers uit de familie van de bladrolkevers (Attelabidae). De wetenschappelijke naam werd in 2007 gepubliceerd door Andrej Aleksandrovitsj Legalov in zijn werk Leaf-rolling weevils (Coleoptera: Rhynchitidae, Attelabidae) of the world fauna. Hij richtte het geslacht op voor de nieuwe soort Aplassoderinus zairicus; twee soorten die eerder waren beschreven door Eduard Voss als behorende tot het geslacht Plassoderinus zijn naar Aplassoderinus verplaatst: Aplassoderinus magambaensis en Aplassoderinus minutus.